# Михаель Гайпль
Міхаель Гайпль (нім. Michael Häupl; нар. 14 липня 1949, Альтленгбах, округ Санкт-Пельтен, Нижня Австрія) — австрійський політик, бургомістр Відня (1994—2018). Член Соціал-демократичної партії Австрії.
Закінчив Віденський університет, де вивчав зоологію. У 1975—1983 роках працював у Віденському музеї природознавства. У 1975—1978 також очолював Союз студентів-соціалістів Австрії (молодіжну організацію СДПА). У 1983 році був обраний до міської ради Відня, в 1988 році став міським радником зі спорту і навколишнього середовища. У 1993 році став керівником столичного відділення СДПА, а 7 листопада 1994 він змінив популярного однопартійця Гельмута Цілька на посаді бургомістра Відня. На муніципальних виборах 1996 року СДПА отримала 43 місця в міській раді з 100 (39,15 % голосів), на виборах 2001 року — 52 місця (46,91 % голосів), а в 2005 році — 55 місць (49,09 % голосів). У 1996—2001 роках СДПА керувала містом спільно з Австрійською народною партією. На посаді бургомістра Хойпль домігся значних успіхів у галузі розвитку охорони здоров'я і екології.
Гайпль є віце-президентом Ліги історичних міст, президентом Ради європейських муніципалітетів і регіонів а також опікуном футбольного клубу «Аустрія».